# Emil Baumgartner (Textilfabrikant)
Emil Baumgartner († nach 1937) war ein deutscher Unternehmer.

## Leben
Er war der Sohn von Franz-Josef Baumgartner (1852–1916), der die erste deutsche Ramiegesellschaft in Emmendingen im Jahre 1887 gegründet hatte. Sein Vater ließ sich in diesem Zusammenhang auch die Villa Ramie errichten, die im Jahre 1911 bezugsfertig war. Emil hatte auch noch den Bruder Wilhelm, mit dem er in das elterliche Geschäft einstieg. Sein Bruder Wilhelm Baumgartner wurde nach dem Tod des Vaters Generaldirektor und Emil Baumgartner Vorstand der Ersten Deutschen Ramiegesellschaft und stellvertretender Vorsteher des Aufsichtsrates der Deutschen Achat-Kunstseiden Aktiengesellschaft Rhodiaseta in Freiburg im Breisgau. Ferner war Emil Baumgartner Mitglied der badischen Industrie und Handelskammer in Karlsruhe.
Als im Februar 1921 ca. 850 Beschäftigte seines Unternehmens streikten, ging Baumgartner konsequent dagegen mit Polizeieinsatz vor. 1937 wurde die 50-Jahr-Feier des Ramie-Unternehmens ausgerichtet.
Er lebte in Emmendingen in Baden.

## Ehrungen
- 1915: Ritterkreuz II. Klasse des Zähringer Löwenordens mit Schwertern[2]